# Robert Duvall
Robert Duvall, ameriški filmski in gledališki igralec, * 5. januar 1931, San Diego, Kalifornija, Združene države Amerike.
Duvall je igral v nekaterih najbolj priznanih in priljubljenih filmov in televizijskih oddaj vseh časov. Najbolj je znan po svojih vlogah v filmih, kot so M.A.S.H. (1970), Boter (1972), Boter 2 (1974), Orel je pristal (1976), Televizijska mreža (1976) in Apokalipsa zdaj (1979).
Prejel je oskarja, leta 1984 za najboljšo moško vlogo v filmu Nežno usmiljenje.

## Najpomembnejši filmi
- 1968 Bullitt
- 1969 Pravi pogum (True Grit)
- 1970 M.A.S.H.
- 1972 Boter (The Godfather)
- 1974 Prisluškovanje (The Conversation)
- 1974 Boter 2 (The Godfather Part II)
- 1976 Orel je pristal (The Eagle Has Landed)
- 1976 Televizijska mreža (Network)
- 1979 Apokalipsa zdaj (Apocalypse Now)
- 1979 Veliki Santini (The Great Santini)
- 1983 Nežno usmiljenje (Tender Mercies)
- 1989 Lonesome Dove - TV serija
- 1997 Apostol (The Apostle)
- 1998 Pravda za vsako ceno (A Civil Action)
- 1998 Zadnji udarec (Kapitan Spurgeon)
- 1998 Medeni mož (The Gingerbread Man)
- 2010 Get Low